# 野花 (林憶蓮專輯)
《野花》是香港女歌手林憶蓮第十二張錄音室專輯和第十張粵語錄音室專輯，亦是她與華納唱片約滿後加盟星工廠的首張專輯（雖然仍由華納唱片發行），於1991年12月26日發行。

## 背景
1990至1991年為林憶蓮出道以來的事業巔峰，短短兩年間就推出了十張個人唱片，其中粵語專輯《夢了、瘋了、倦了》賣了「三白金」（即15萬張），而國語專輯《愛上一個不回家的人》更在台灣地區一星期賣出60萬張，內地市場幾個月內亦賣出了50萬張。
在強勁的銷量下，華納唱片對《野花》專輯的市場表現充滿信心，然而，1991年下半年，林憶蓮跟華納唱片的合約期滿後，便和製作人跟經紀人許願成立了唱片公司「星工廠」，並計劃由新公司負責《野花》的創作和發行。最終，在華納唱片的請求下，許願同意專輯由華納唱片發行，而星工廠則擔任製作方。

## 專輯介紹
《野花》以花卉為題作概念貫穿整張專輯，每一首曲目均分別比喻不同種類的花，藉此探究現代東方女性的心路歷程。歌曲風格上中西合璧、前衛創新，被認為是林憶蓮史上最具概念完整性及最高音樂水準的粵語專輯，也是香港業界對概念專輯製作的基準指標。
《野花》的藝術價值能獲得一致認同，音樂和演繹部分更為舉足輕重。當中Dick Lee最為功不可沒，東方韻味的旋律，遇上西方的音樂風格如R&B、Urban、Hip hop等等，產生了奇妙的化學作用，其中的〈花之色〉、〈夜來香〉、〈薔薇之戀〉和〈再生戀〉確立了整張專輯「都市節奏」的格調。此外，〈再生戀〉融合越劇唱腔、電子節拍和二胡演奏的佈局，前衛破格。日本版的《野花》有一首〈再生戀〉的Remix版本作為bonus track。
林憶蓮憑藉此專輯，音樂事業攀上藝術階梯的最高層次，經過一段時間之後，此專輯被公認為“即使放在International Pop唱片架上也絕不失禮的本地唱片”及香港樂壇最佳概念大碟之一。
1999年末，更被樂評人封為90年代十大唱片，和20世紀二十張最有代表性華語專輯。
專輯歌曲與花的關係
1. 〈只要我活過哭過〉：野薑花
2. 〈一輩子心情〉：風信子
3. 〈花之色〉：荷花
4. 〈夜來香〉：夜來香
5. 〈薔薇之戀〉：薔薇
6. 〈再生戀〉：牡丹
7. 〈野花〉：野百合
8. 〈沒有發生的愛情〉：曇花
9. 〈沒有你還是愛你〉：紫丁香
10. 〈Wildflower〉：野菊

## 銷量
《野花》發行後，銷量卻未如預期，出貨量不到五萬張。有評論指出，當時一般樂迷對於非商業化、實驗性的音樂作品接受度不高，導致《野花》銷量不佳。然而，自2000年後，《野花》逐漸被多家媒體譽為90年代最具影響力的華語流行專輯之一，並被賦予「前衛」、「藝術性」等高度評價。該專輯不同格式的版本和錄音被多次再版，成為林憶蓮再版次數與版本最多的個人專輯。

## 曲目
| 曲序     | 曲目                                      |                                        | 作曲                                     | 编曲             | 时长  |
| -------- | ----------------------------------------- | -------------------------------------- | ---------------------------------------- | ---------------- | ----- |
| 1.       | Wildflower Overture~只要我活過哭過        | David Richardson、Doug Edwards、周禮茂 | David Richardson、Doug Edwards、Dick Lee | Dick Lee、趙增熹 | 5:43  |
| 2.       | 一輩子心情                                | 林夕                                   | 杜自持                                   | 杜自持           | 4:41  |
| 3.       | 花之色                                    | 周禮茂                                 | Dick Lee                                 | Roel Garcia      | 5:02  |
| 4.       | 夜來香                                    | 金玉谷、周耀輝[b]                      | 金玉谷、Dick Lee[a]                      | Dick Lee、陳澤忠 | 3:54  |
| 5.       | 薔薇之戀                                  | 周聰                                   | 鄺天培                                   | Dick Lee、唐奕聰 | 3:52  |
| 6.       | 再生戀                                    | 林振強                                 | Dick Lee                                 | Dick Lee         | 5:51  |
| 7.       | 野花                                      | 林振強                                 | Dick Lee                                 | 陳明道           | 4:20  |
| 8.       | 沒有發生的愛情                            | 潘源良                                 | 倫永亮                                   | 倫永亮           | 4:13  |
| 9.       | 沒有你還是愛你                            | 周禮茂                                 | Beverly Craven                           | 杜自持           | 5:00  |
| 10.      | Wildflower                                | David Richardson、Doug Edwards         | David Richardson、Doug Edwards           | Roel Garcia      | 3:16  |
| 11.      | 只要我活過哭過（reprise）（監製：楊振龍） | 周禮茂                                 | Dick Lee                                 | Dick Lee、趙增熹 | 1:29  |
| 总时长： | 总时长：                                  | 总时长：                               | 总时长：                                 | 总时长：         | 47:39 |

| 日本版（bonus track） | 日本版（bonus track）           | 日本版（bonus track） | 日本版（bonus track） | 日本版（bonus track） | 日本版（bonus track） | 日本版（bonus track） |
| 曲序                  | 曲目                            |                       | 作曲                  | 编曲                  | 製作人                | 时长                  |
| --------------------- | ------------------------------- | --------------------- | --------------------- | --------------------- | --------------------- | --------------------- |
| 12.                   | 再生戀（Multi-Dimensional Mix） | 林振強                | Dick Lee              | 譚國政、Patrick Delay | Patrick Delay         | 5:52                  |
| 总时长：              | 总时长：                        | 总时长：              | 总时长：              | 总时长：              | 总时长：              | 53:36                 |

备注：
- ^a  表示附加旋律。
- ^b  表示附加歌詞。
- 〈Wildflower Overture〉由Dick Lee主唱。
- 〈夜來香〉的原唱者是李香蘭。
- 〈薔薇之戀〉的原唱者是尹芳玲。
- 〈沒有你還是愛你〉是改編自Beverly Craven主唱的〈Promise Me〉，國語版本為辛曉琪的〈自私〉；巧合的是收錄〈自私〉的專輯《花時間》亦是以花卉作題材的專輯。
- 〈Wildflower〉的原唱者是Skylark。

## 派台歌曲
| 歌曲            | 903 | RTHK | 997 | TVB |
| --------------- | --- | ---- | --- | --- |
| 薔薇之戀        | 12  | /    |     | /   |
| 再生戀          | 1   | 1    |     | 1   |
| 沒有你 還是愛你 | 2   | 9    |     | 5   |
| 一輩子心情      | /   | /    |     | /   |
| 野花            | 3   | 13   |     | /   |

## 派台單曲
- 薔薇之戀
- 再生戀
- 沒有你還是愛你
- 野花
- 一輩子心情

## 發行版本
- 香港版CD
- 馬來西亞版盒帶
- 日本版CD
- 華納暢銷經典CD (2000年推出)
- 香港再版CD (2005年推出)
- SACD (2005年推出)
- 香港版限量3寸CD (2006年推出)
- K2HDCD (2011年推出)
- LP版 (2011年推出)

## 音樂錄影帶
- 薔薇之戀
- 再生戀
- 沒有你還是愛你

## 獎項
| 主辦方     | 活動名稱                | 獎項                     |
| ---------- | ----------------------- | ------------------------ |
| 無綫電視   | 十大勁歌金曲            | 最佳音樂錄影帶〈再生戀〉 |
| 明報周刊   | 香港樂壇40年40經典唱片  | 《野花》                 |
| 香港樂評選 | 港媚60 香港流行女聲專輯 | 第1位 《野花》           |

## 軼事
2021年無綫電視歌唱選秀節目《聲夢傳奇》第七集中，參賽者炎明熹（代表藍隊）和詹天文（代表紅隊）不約而同選唱本專輯的歌曲《沒有你還是愛你》。可見一首經典金曲能影響一批又一批未來的樂迷。